# Rangwapithecus
Rangwapithecus is een geslacht van uitgestorven primaten uit het Vroeg-Mioceen van Kenia, ongeveer 19 miljoen jaar geleden. Kootjes uit het Laat-Mioceen van Hongarije zijn ook aan dit geslacht toegewezen, maar werden later opnieuw geclassificeerd als Dryopithecus. De eerste beschrijving van het geslacht en de typesoort Rangwapithecus gordoni werd in 1974 gepubliceerd door Peter Andrews in het tijdschrift Nature. Op dat moment benoemde Andrews de fossielen echter als behorend tot de soort Dryopithecus gordoni, die hij nieuw had geïntroduceerd, en tot het ondergeslacht Rangwapithecus, dat op hetzelfde moment ook nieuw werd benoemd; dit werd later verheven tot de status van geslacht.

## Etymologie
Rangwapithecus is een neologisme. De naam van het geslacht verwijst naar de vindplaats op Rangwa Hill (Rangwa Berg), een ronde verhoging van ongeveer driehonderd meter boven het omringende terrein, niet ver van de noordoostelijke oever van het Victoriameer in Kenia. De tweede helft van de geslachtsnaam is afgeleid van het Griekse woord πίθηκος (Oudgrieks uitgesproken als píthēkos: 'aap'). Het epitheton van de typesoort Rangwapithecus gordoni verwijst naar de arts F. J. Gordon uit de Keniaanse stad Koru (Kisumu County), die talrijke vroege apenfossielen vond. Rangwapithecus gordoni betekent daarom 'Gordon's aap van Rangwa'.
Het National Museums of Kenya (voorheen: Kenya National Museum, KNM) is de bewaarplaats van de vondsten.

## Naamgeving
Het holotype van het geslacht en de typesoort Rangwapithecus gordoni is de goed geconserveerde bovenkaak KNM-SO 700, waarin, met uitzondering van de snijtanden, de volledige gebitselementen nog aanwezig zijn. Samen met het holotype werden 79 andere fossielen als paratypen aangewezen, waaronder talrijke tanden (ook snijtanden), fragmenten van onderkaken en verdere bovenkaakfragmenten en resten van verhemeltebotten. De grootte van de tanden van Rangwapithecus gordoni werd gereconstrueerd als zijnde intermediair tussen siamangs en bonobo's die vandaag de dag leven en vergelijkbaar in grootte met de tanden van Dryopithecus africanus.
Samen met Rangwapithecus gordoni werd in 1974 voor het eerst ook een veel kleinere zustersoort beschreven, tegenwoordig Rangwapithecus vancouveringi genaamd. Het holotype KNM-RU 2058 - een gedeeltelijk geconserveerde, bovenkaak met tanden van Rusinga Island - werd vergezeld door zeven andere fossielen als paratypen, die waren gevonden op naburige vindplaatsen. Dit waren kiezen van bovenkaken en fragmenten van bovenkaaksbeenderen. De grootte van de tanden zou vergelijkbaar zijn met die van de huidige siamangs. Verschillen in het gebitsbouwplan tussen de twee soorten werden in de eerste beschrijving van beide soorten alleen opgemerkt in de kies M1.
Peter Andrews benoemde deze twee nieuwe soorten echter als Dryopithecus gordoni en Dryopithecus vancouveringi in hun eerste beschrijving in 1974 en introduceerde de naam Rangwapithecus als ondergeslacht van het geslacht Dryopithecus. Op deze manier wilde hij duidelijk maken dat beide soorten aanzienlijk verschilden van de andere drie soorten van het geslacht Dryopithecus die destijds werden erkend; Dryopithecus africanus, Dryopithecus major en Dryopithecus nyanzae werden destijds samengevoegd in een ondergeslacht Proconsul, maar worden tegenwoordig meestal toegewezen aan een vol geslacht Proconsul. Nadat er nog meer fossielen uit het Vroeg-Mioceen in Kenia waren gevonden, opperde Terry Harrison in 1986 dat Rangwapithecus gordoni zo sterk verschilde van de vondsten die bij Rangwapithecus vancouveringi waren geplaatst, dat een aparte geslachtsaanduiding voor Rangwapithecus vancouveringi gerechtvaardigd was. Volgens de internationale regels voor zoölogische nomenclatuur werd het epitheton vancouveringi, dat verwijst naar de New Yorkse antropoloog John Van Couvering en zijn vrouw Judith Van Couvering, behouden bij deze hernoeming en toewijzing aan het nieuw opgerichte geslacht Nyanzapithecus; John Van Couvering had het type-exemplaar KNM-RU 2058 ontdekt in 1968. Als gevolg van deze hernoeming is Rangwapithecus gordoni sindsdien de enige wetenschappelijk beschreven soort van het geslacht Rangwapithecus.

## Beschrijving
Rangwapithecus woog ongeveer vijftien kilogram en de grootte en vorm van de tanden van de aap geven aan dat het een folivoor was, een bladeter. Deze boomaap uit het vroegste Mioceen, aangepast aan het leven in het regenwoud, wordt vooral geassocieerd met het eiland Mfangano, hoewel de soort voorheen in een bosrijkere omgeving leefde.
Rangwapithecus leefde sympatrisch met Proconsul'; hij is een synoniem van Proconsul gordoni en  nauw verwant aan Proconsul vancouveringi (= Nyanzapithecus). Het is ook vergelijkbaar met een andere, nog onbenoemde, soort gevonden in Afrika. Rangwapithecus gordoni en Proconsul africanus hebben dezelfde grootte, en beide zijn beperkt tot Koru en Songhur. Dat riep de vraag op of de morfologisch verschillen wel een geslachtsonderscheid rechtvaardigden.
De bijzonderheden van de tandmorfologie van Rangwapithecus gordoni in vergelijking met andere soorten uit het Vroeg-Mioceen zijn herhaaldelijk bevestigd op basis van verdere fossiele vondsten; in 2013 werd onder andere de eerste onderkaak van de, ooit als 'zeker vrouwelijk' beschreven, soort beschreven. Ook in 2013 werd in verband met een verdere beschrijving van de vondst bevestigd dat Rangwapithecus gordoni duidelijk verschilt van de in Proconsul geplaatste soort, hoewel het overeenkomsten vertoont met Nyanzapithecus en Turkanapithecus. Er werd ook benadrukt dat de fossielen van Rangwapithecus gordoni uitsluitend afkomstig zijn van de Songhor vindplaats, waaruit werd afgeleid dat deze vindplaats tijdens het leven van de soort ecologisch verschillend was van de naburige huidige fossiele vindplaatsen.

## Fylogenie
De precieze verwantschap van de soort met oudere of jongere soorten is nog onduidelijk.